# En plein cœur (film, 2008)
Pour les articles homonymes, voir En plein cœur et Cœur.
Pour plus de détails, voir Fiche technique et Distribution.
En plein cœur est un film québécois de Stéphane Géhami, sorti en 2008 et distribué par K-Films Amérique.

## Fiche technique
- Titre : En plein cœur
- Réalisation : Stéphane Géhami
- Scénario : Stéphane Géhami, Héloïse Masse, Jacques Marcotte et Julian Ferrera
- Photographie : Julian Ferrera et Alain Lacroix
- Montage : Claude Palardy
- Production : Julian Ferrera et Stéphane Géhami
- Société de production : Productions Film Plein Cœur
- Pays :  Canada
- Genre : Drame
- Durée : 109 minutes
- Dates de sortie : 
  -  Canada : 27 août 2008 (Festival des films du monde de Montréal)

## Distribution
- Pierre Rivard : Benoît
- Keven Noël : Jimi
- Bénédicte Décary : Anne-Marie
- Julie Deslauriers : Sylvie
- Patrice Godin : Mario
- Marie-France Marcotte : la mère de Jimi
- Martin-David Peters : Azar
- Dino Tavarone : Ricci
- Jacques Marcotte : un gardien
- Jean Maheux : un chauffeur de taxi
- Karine Lagueux : la réceptionniste
- Sandra Dumaresq : la patronne